# Chan Nak
Chan Nak (khmerski ចាន់ ណាក; ur. 27 maja 1892 w Phnom Penh, zm. 7 listopada 1954 w Paryżu) – kambodżański polityk, prawnik i urzędnik, premier Kambodży od 23 listopada 1953 do 7 kwietnia 1954. Drugi premier niepodległej Kambodży.
Wywodził się z rodziny mandarynów. Pracował jako urzędnik i sędzia w sądach apelacyjnych. Pełnił funkcje ministerialne w resortach: sprawiedliwości (marzec–sierpień 1945, październik 1945–grudzień 1946, maj 1950) oraz spraw wewnętrznych i informacji (listopad 1953–maj 1954). Był także przewodniczącym delegacji z 1954, która negocjowała warunki dekolonizacji francuskich Indochin. W 1953 zastąpił Penna Noutha na stanowisku szefa rządu, gdy ten popadł w konflikt z królem. Zrezygnował po tym, jak do dymisji podał się wicepremier w jego gabinecie Son Sann, po czym na stanowisko powrócił Nouth. Zmarł kilka miesięcy później.
Odznaczony Orderem Kambodży, kawaler Legii Honorowej.